# John Lurie
John Lurie (Minneapolis, Minnesota, 1952. december 14. –) amerikai zenész, színész, festő és producer.

## Filmek
- Underground U.S.A. (1980)
- Permanent Vacation / Permanens vakáció (1980)
- The Offenders (1980)
- Subway Riders (1981)
- Stranger Than Paradise / Florida, a paradicsom (1983)
- Paris, Texas / Párizs, Texas  (1984)
- Desperately Seeking Susan / Kétségbeesve keresem Susant  (1985)
- Down by Law / Törvénytől sújtva (1986)
- The Last Temptation of Christ / Krisztus utolsó megkísértése  (1988)
- Il piccolo diavolo (1988)
- Wild at Heart / Veszett a világ (1990)
- John Lurie and the Lounge Lizards Live in Berlin 1991 (1992)
- Smoke / Füst (1995)
- Blue in the Face /Egy füst alatt - Beindulva  (1995)
- Just Your Luck (1996)
- New Rose Hotel (1998)
- Sleepwalk  (2000)

## Zenék

### John Lurie
- Berlin 1991 Volume One and the Lounge Lizards (1991)
- Men With Sticks: John Lurie National Orchestra (1993)
- The Days with Jacques
- The Legendary Marvin Pontiac (1999)

### Lounge Lizards
- Lounge Lizards (1981)
- No Pain for Cakes (1986)
- Voice of Chunk (1988)
- Big Heart: Live in Tokyo (1986)
- Live: 1979-1981 (1992)
- Live in Berlin, Volume One (1992)
- Live in Berlin, Volume Two (1993)
- Queen of All Ears (1998)
- Big Heart: Live in Tokyo  (2004)

### Filmzenék
- Stranger Than Paradise / Florida, a paradicsom (1984)
- The Resurrection of Albert Ayler (1986)
- Down by Law / Törvénytől sújtva (1987)
- Variety  (1987)
- Mystery Train (1989)
- Get Shorty / Szóljatok a köpcösnek!  (1995)
- Excess Baggage / Segítség, elraboltam magam!  (1997)
- Fishing with John (1998)
- African Swim (1999)
- Manny and Lo (1999)
- Állati kiképzés (2000)